# Terranova da Sibari
Terranova da Sibari (Terranova da Sibbari in calabrese) è un comune italiano di 4 465 abitanti della provincia di Cosenza in Calabria.

## Geografia fisica

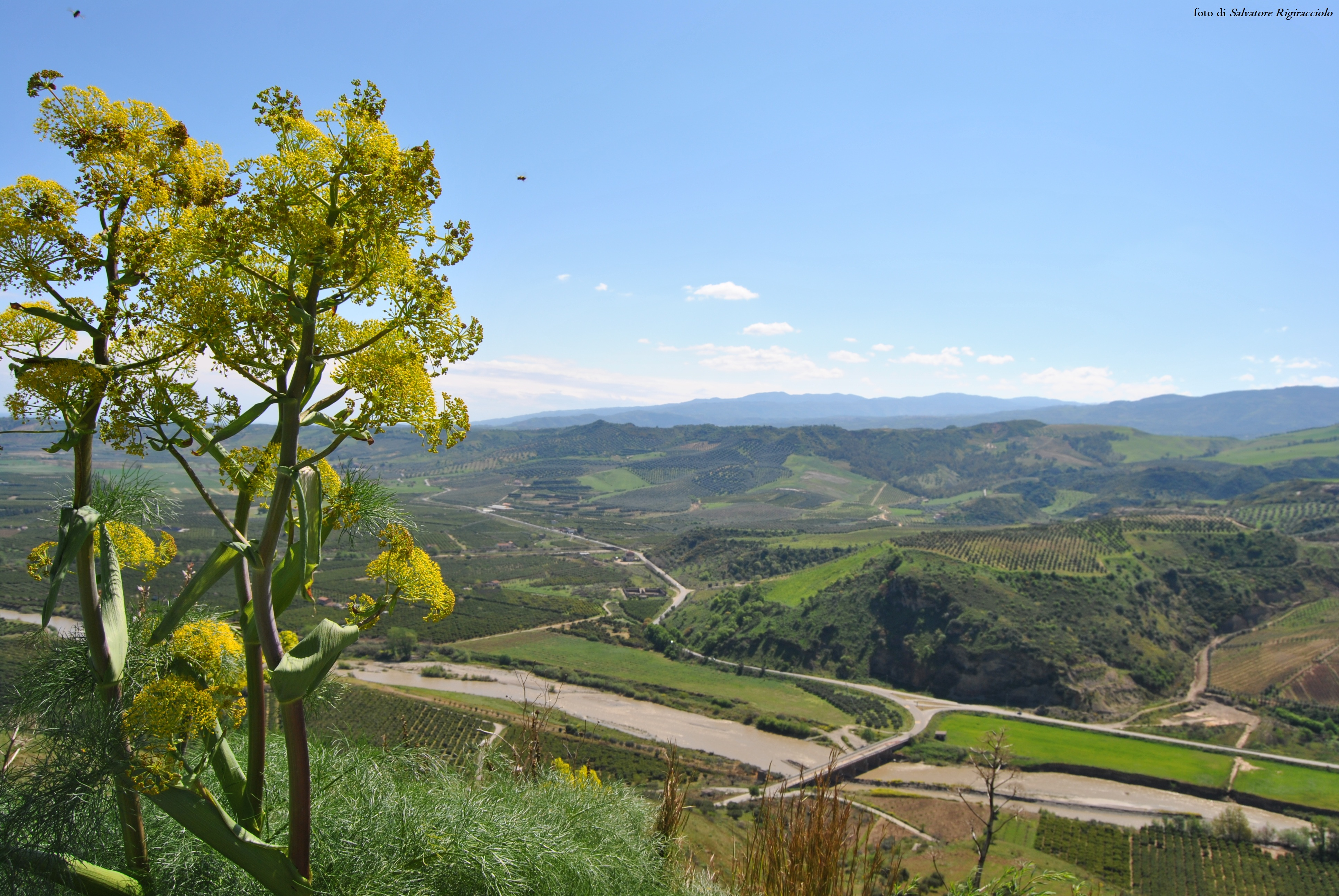
Panorama terranovese

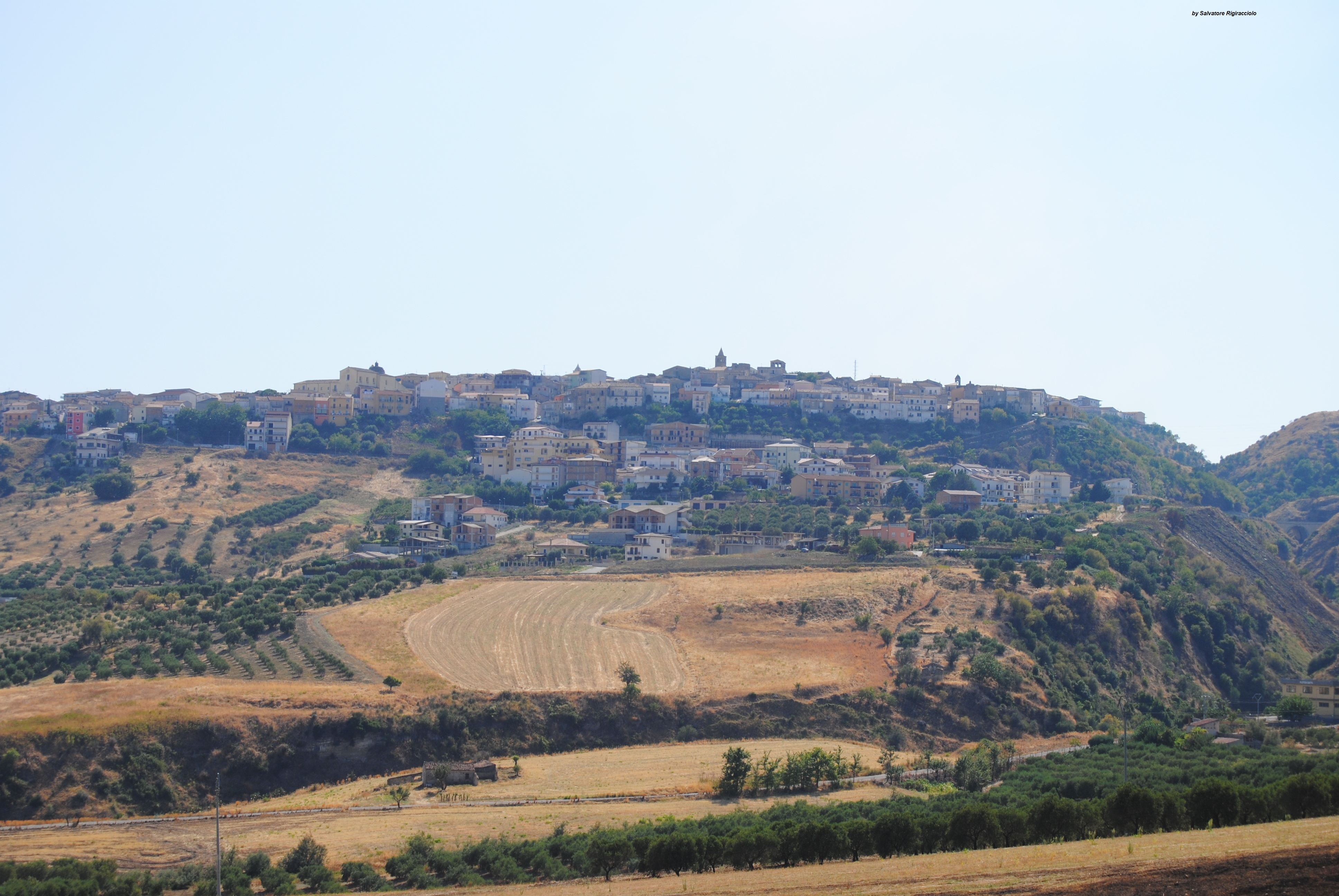
Panorama terranovese

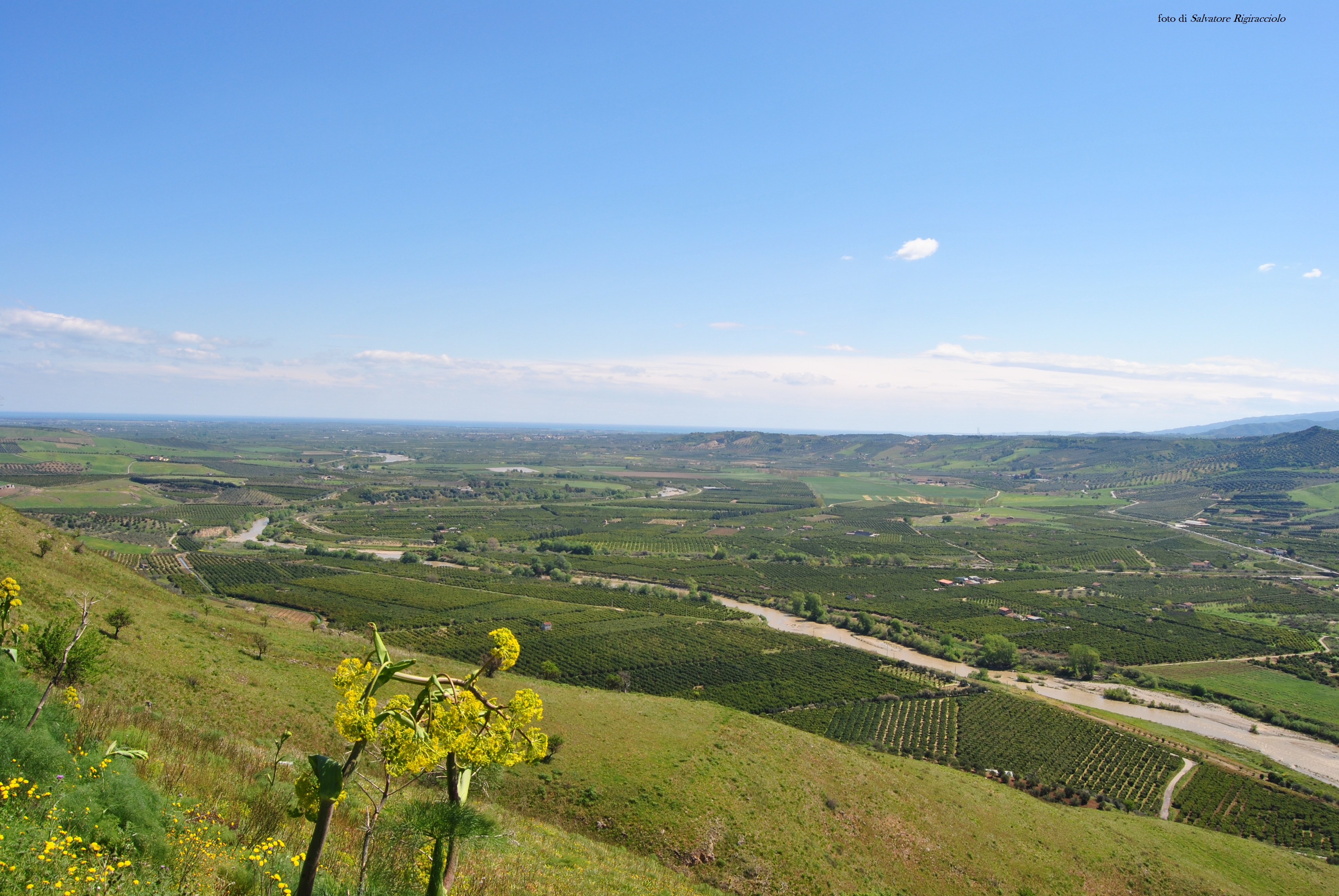
Vista della pianura di Sibari dalla collina terranovese

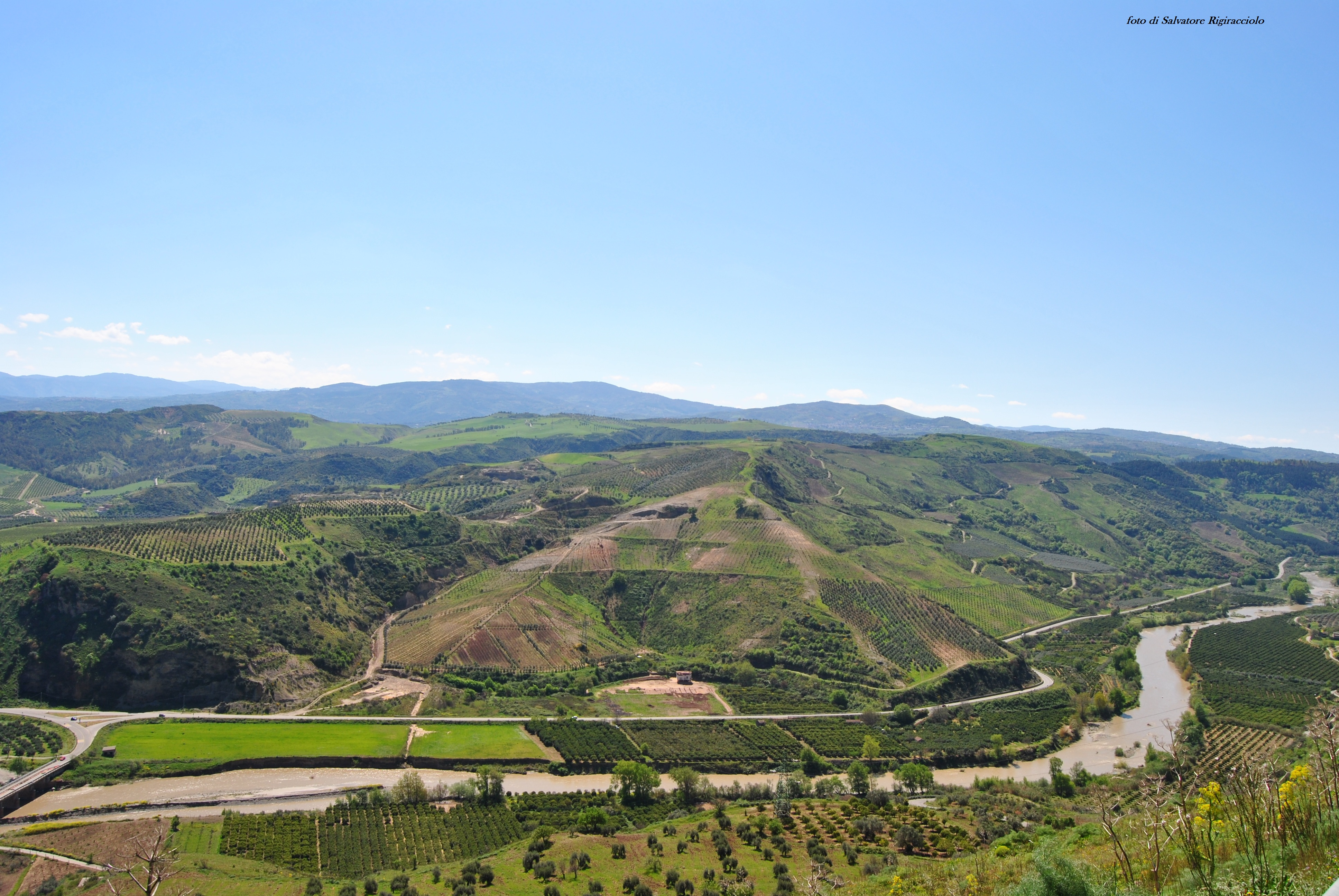
Panorama, vista del fiume Crati

È situato su una collina tra il fiume Crati e le estreme propaggini della Sila greca, non lontano dalla costa ionica, dalla quale si può osservare il suggestivo panorama del massiccio del Pollino e la vasta Piana di Sibari.
Il territorio del comune risulta compreso tra i 19 e i 367 metri sul livello del mare. L'escursione altimetrica complessiva risulta essere pari a 348 metri.

## Origini del nome
La prima parte del nome ha una chiara origine, deriva dall'unione di "terra" e "nova" riferendosi ad un nuovo insediamento. La specifica risale al 1864 e richiama il nome dell'antica città greca di Sybaris.

## Storia
Già conosciuta con il nome di Terranova del Vallo e poi di Terranova di Calabria Citra, secondo molti storici affonda le sue radici nella civiltà Magna-Greca. Fondata dai superstiti di Thurii, sarebbe stata distrutta in seguito alla guerra con Kroton.
L'attuale nome, assunto dopo l'Unità d'Italia grazie al R. Decreto n.1704 del 18 febbraio 1864, viene fatto derivare da quello delle due antiche città di Thurium e Sybaris, da cui Thurium Novum a Sibari (Terranova da Sibari). Richiama la vicenda che condusse, col sostegno di Pericle nel 444-443 a.C., alla fondazione di Thurii dai vincitori nella guerra civile sibarita.
Terranova da Sibari è conosciuta per il suo castello feudale (privato), mai restaurato, che conferisce una particolare importanza al centro storico. Nel castello di Terranova il 21 novembre 1478, colto da malore per aver mangiato funghi rivelatisi velenosi, morì Enrico d'Aragona, figlio spurio di Ferrante d'Aragona e marchese di Gerace, la cui fine fu cantata da Joanni Maurello.
Tra il XV e il XVI secolo il feudo di Terranova passò ai Sanseverino, Principi di Bisignano, i quali nel 1544 fecero redigere una Platea che conteneva tutti i diritti baronali del casato in quel luogo. Questo documento fu basilare per il vivere civile e rimase alla base della struttura economica di Terranova fino all'eversione della feudalità (1806).

## Monumenti e luoghi d'interesse

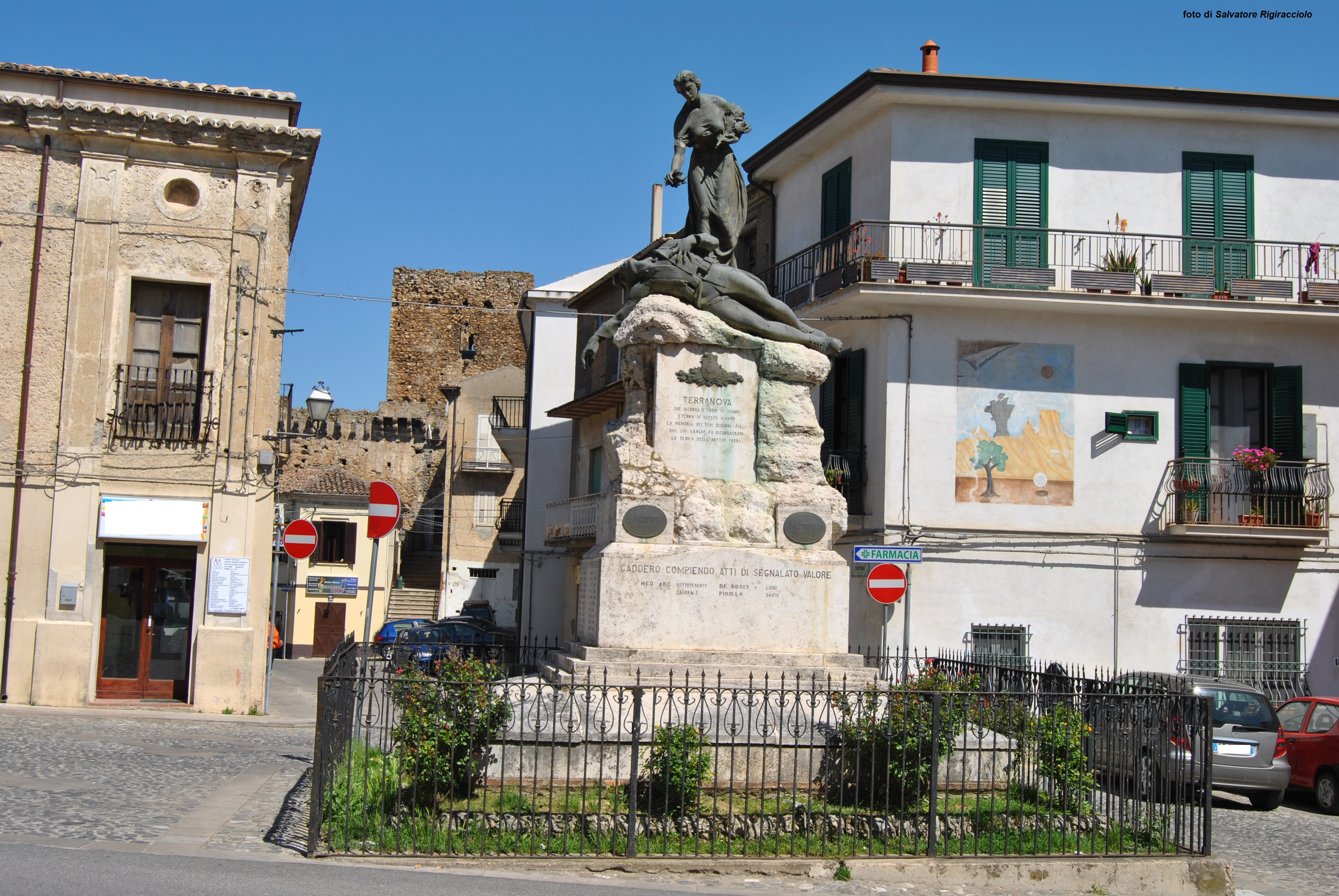
Monumento ai Caduti

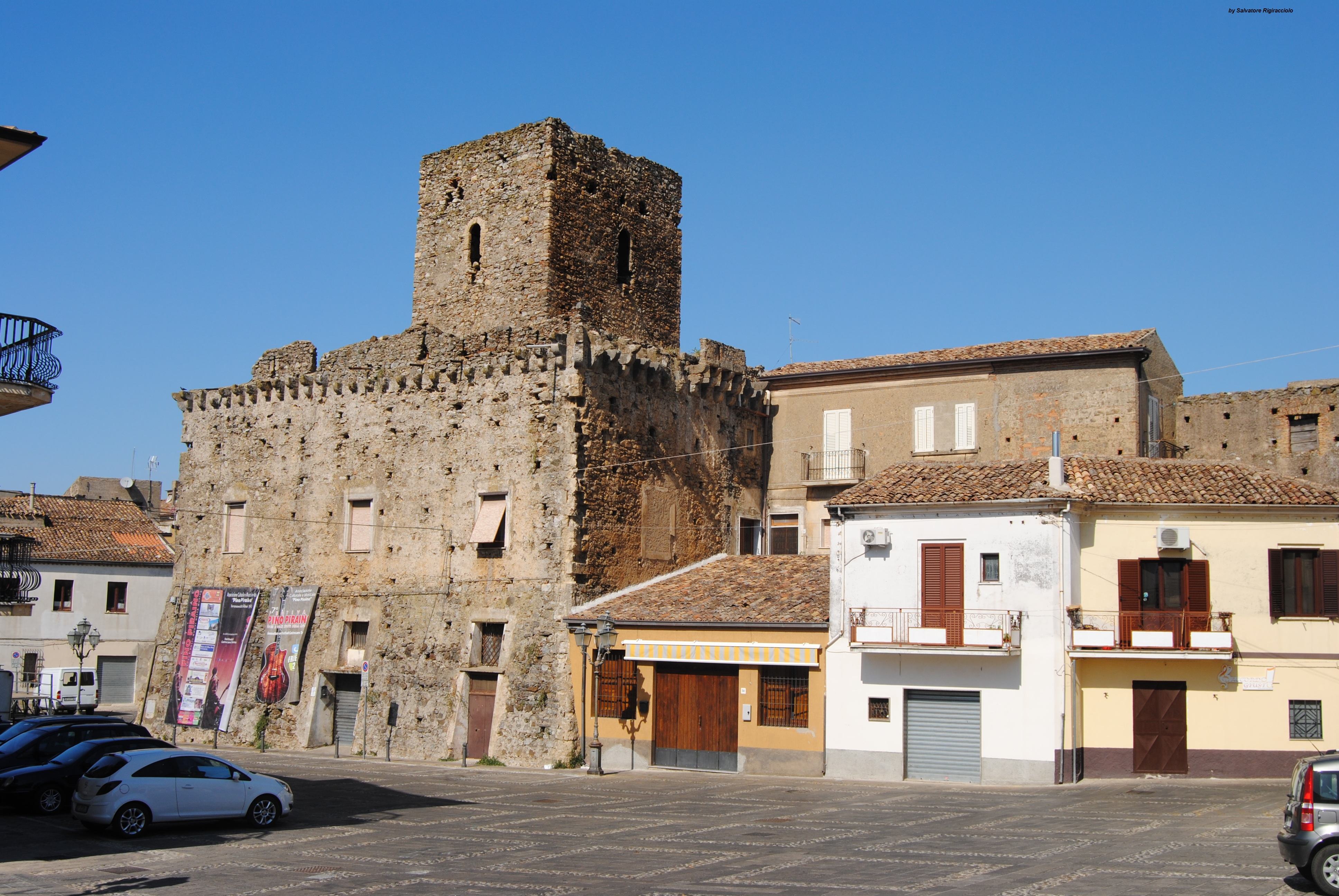
Castello Feudale

Il patrimonio storico-artistico di Terranova segna una serie di complesse vicende che la rendono cittadina preziosa e ricca di opere d'arte.
Di particolare interesse è la fontana principale del paese, Torre Acquanova, che ha alla base una lunga vasca con rivestimento a mattoncini e tre canali per l'acqua.
Sopra si eleva una torre con orologio a base quadrata che reca una lapide marmorea con la scritta: "Auspice Francesco De Angelis il Municipio alla cittadinanza plaudente donava le acque nel maggio 1892".
Il nome "Acquanova" le è stato dato per ricordare che esisteva prima di questa data un altro acquedotto la cui condotta idrica era disposta su una serie di archi.

### Architetture religiose
Di particolare rilievo le otto chiese sparse tra il centro storico e le zone ad esso adiacenti:
- la chiesa del Convento di Sant'Antonio, (fondata nel 1542 dai Minori Osservanti) con cappella del Santo, altare marmoreo seicentesco, e con pala barocca;
- la chiesa di San Nicola di Bari, (del 1600) il cui nome è legato al miracoloso ritrovamento di un antico crocifisso a dimensione umana di origini medievali. Presenta la facciata decorata con un busto, in pietra, di S. Nicola con all'esterno i rosoni di tipo cinquecentesco;
- la chiesa di San Francesco di Paola (del 1701), eretta per volere del principe Spinelli e legata al loro mecenatismo religioso ed artistico che, conserva una tela del XVI sec. e con all'interno il ciborio ligneo del '600 a pianta ottagonale;
- la chiesa del Purgatorio;
- la chiesa dell'Annunziata; edificata con l'annesso convento degli Agostiniani, conserva vari dipinti, fra cui un San Vincenzo Ferreri di Saverio Ricci del 1740; una Crocifissione del 700; un sant'Agostino elemosiniere del 1700; una Madonna della Cintura o Sacra Cintola tra i santi Agostino e Monica e una Madre del Buon Consiglio del 1700;
- la chiesa di San Pietro, sorta in epoca medievale e costituita da un invaso a navata unica e da un campanile con monofore. La piccola chiesa custodisce opere di eccezionale rilevanza storico-artistica a cominciare dalla nicchia con la Madonna e il bambino, di probabile fattura locale quattrocentesca, la cupola affrescata, le statue della Madonna del Rosario, della Madonna del Soccorso risalenti al Settecento, la statua dell'Ecce Homo e di San Pietro e altre opere meritevoli di attenzioni;
- la chiesa del Soccorso;
- la chiesetta della Madonna delle Grazie.

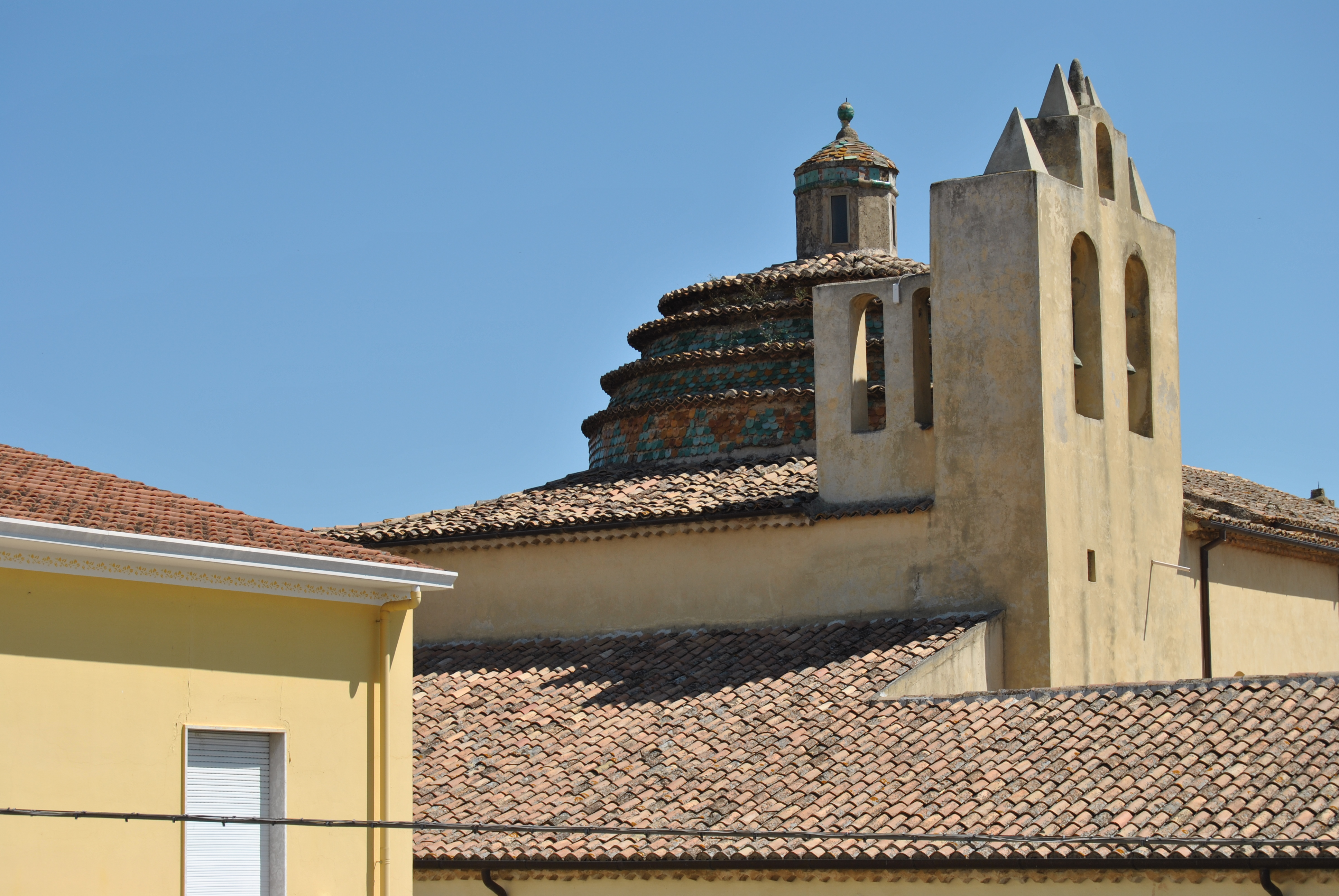
Particolare del Campanile della Chiesa di San Francesco di Paola
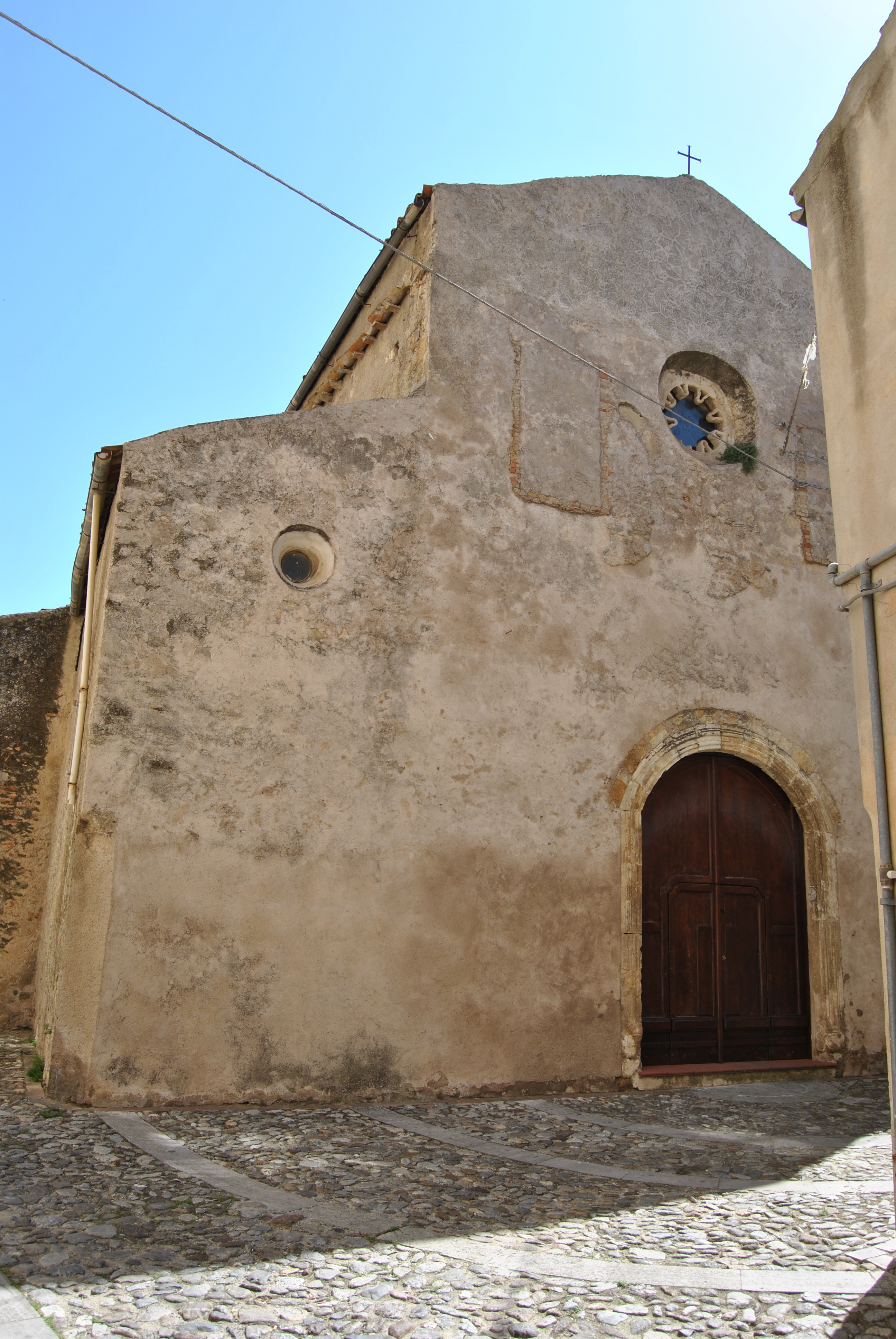
Chiesa di San Nicola.
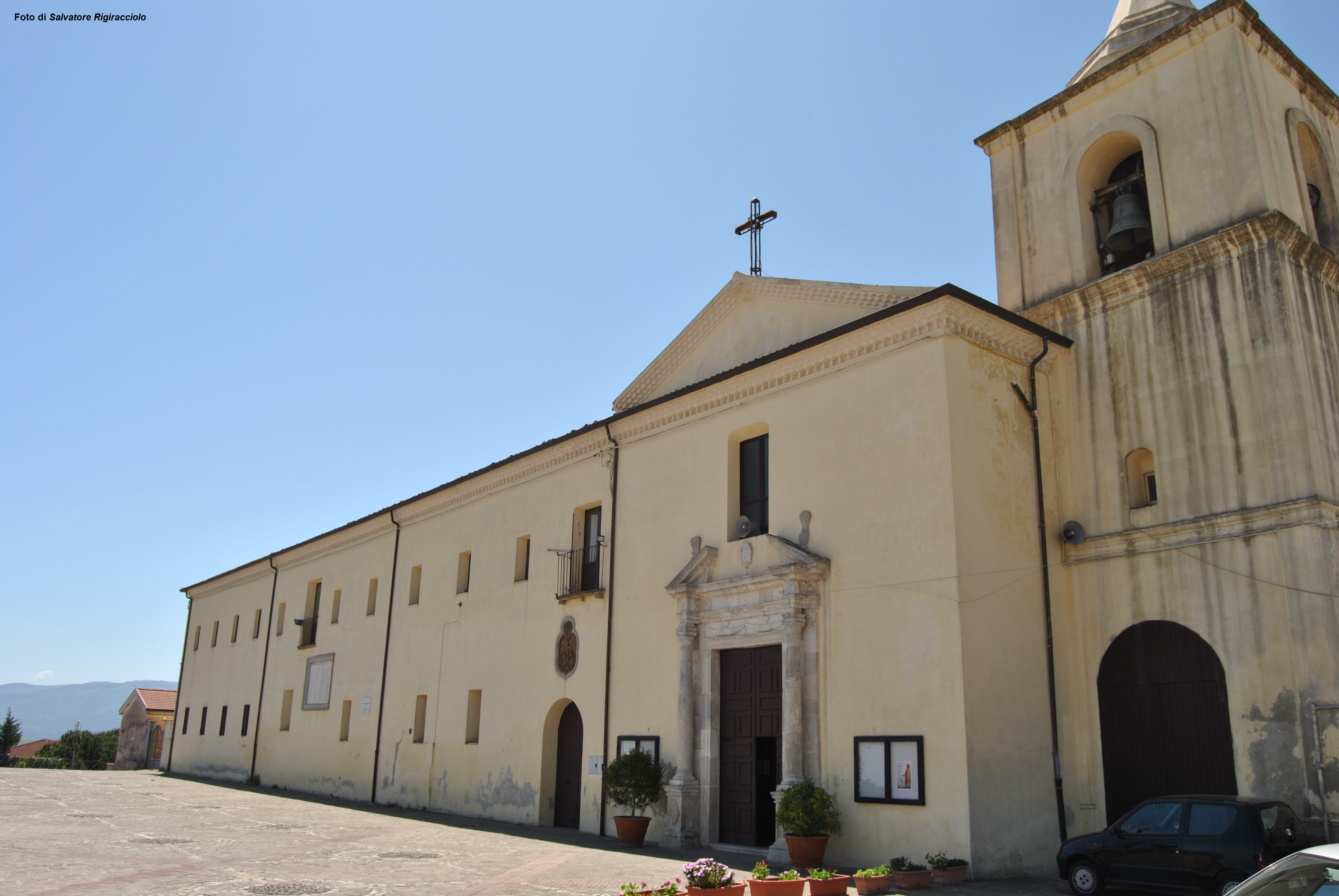
Convento di Sant'Antonio.
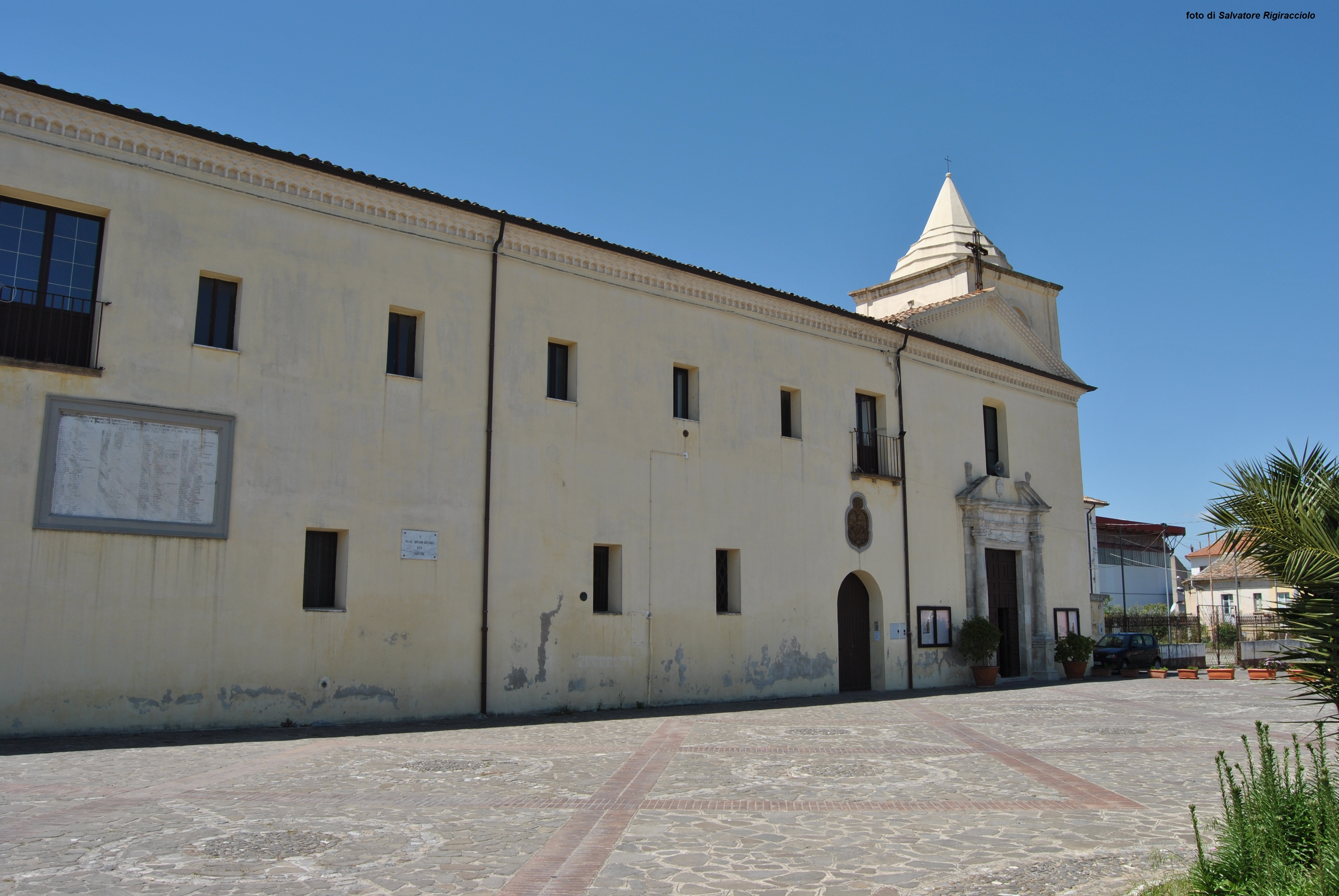
Convento di Sant'Antonio e piazzale.
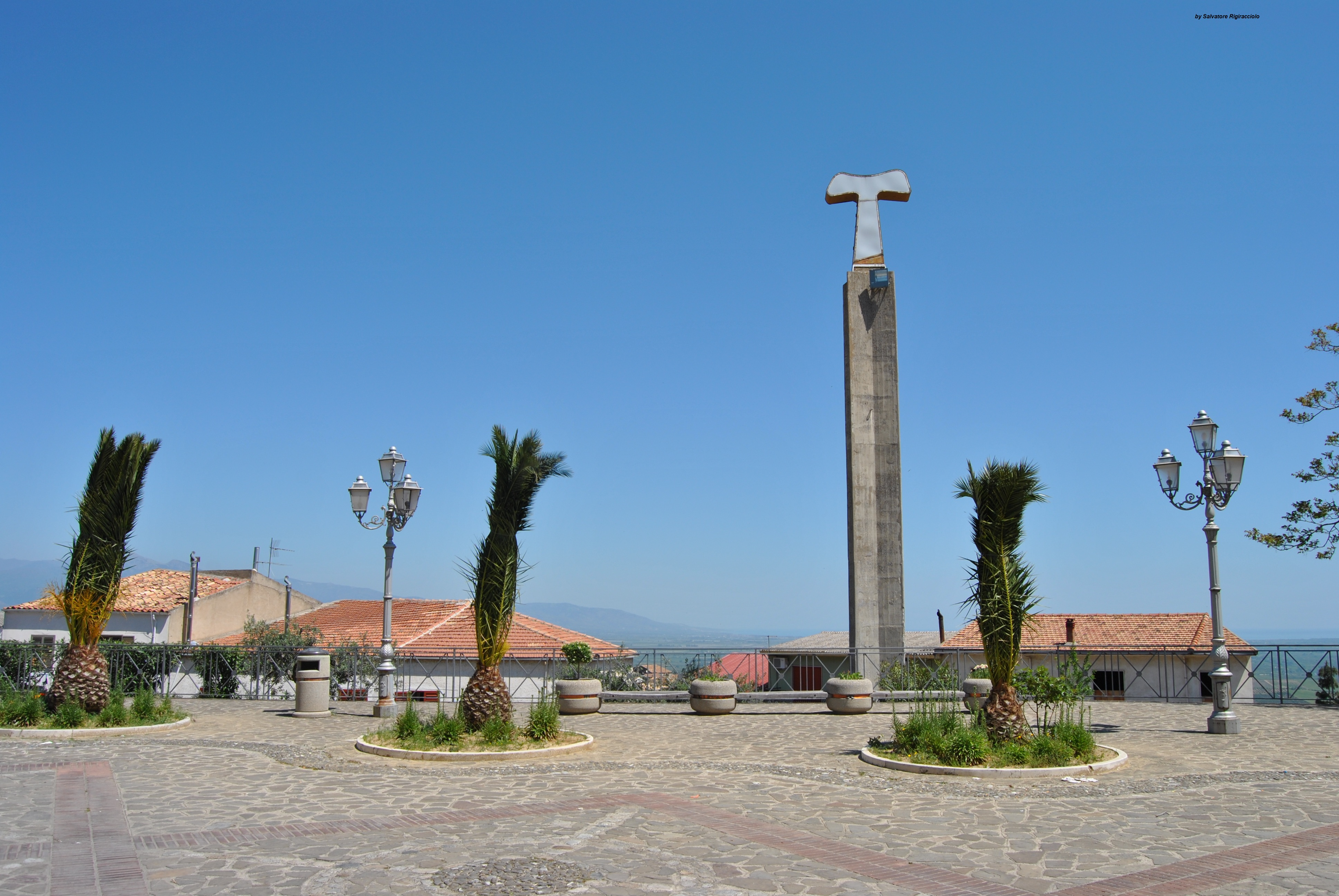
Tau, piazzale Sant'Antonio.

### Architetture militari

#### Il Castello feudale
Si trova al centro del paese. Probabilmente fu edificato intorno al 1100 con scopi difensivi. Il primo principe che vi ebbe dimora fu Boimondo di Tarsia (1160).
Passò poi ai Ruffo, a Maso Barrese, ai Sanseverino (sotto la titolarità del filoangioino Girolamo, che per aver partecipato alla congiura dei Baroni fu chiuso in un sacco e gettato in mare a Napoli, vi morì il principe Enrico d'Aragona) e, infine, agli Spinelli. Il castello, di cui è rimasta soltanto la struttura esterna, ha una pianta quadrata come quella della torre centrale sopraelevata.
In origine era circondato da un fossato profondo e vi si accedeva per mezzo di un ponte levatoio.
Oggi è di proprietà privata ed è in parte abitato (al pianterreno ha ospitato anche un ristorante e un pub).
Gli ultimi feudatari, la famiglia Spinelli, nella prima metà del XVII secolo ingrandirono e arricchirono il maniero.
Vi annetterono, infatti, una dimora principesca (il cosiddetto Palazzo del Principe che ha conservato un loggiato, suggestivi giardini pensili e l'imponente portale d'accesso con motivi a bugne e una decorazione a ventaglio sotto l'arco a tutto sesto) e un teatro di cui si può ancora ammirare la facciata monumentale in cui si apre un artistico portale, con arco a tutto sesto, impreziosito da colonne, capitelli corinzi, nicchie, mascheroni e trabeazioni di ispirazione rinascimentale.
Nel teatro, che sorge tra il castello e il succitato palazzo (insieme formano un angolo), si davano rappresentazioni per allietare gli illustri ospiti del feudatario.
Tra questi pare anche Carlo III di Spagna, anche noto come Carlo di Borbone, re di Napoli (Madrid, 1716 – Madrid, 1788), durante un suo soggiorno terranovese di tre giorni nell'anno 1735.
Terranova da Sibari è famosa, anche alle cronache mondiali, per il particolare e altresì raro episodio della caduta di un meteorite dal peso di 3,5 kg di cui purtroppo non si sono conservati frammenti o campioni, per questa ragione è per molti da ritenersi un caso di meteorite dubbia o pseudometeorite verificatosi nel mese di luglio dell'anno 1755 come riportano diversi documenti tra cui anche il prestigioso Catalogo delle meteoriti edito dall'Università di Cambridge.
Al riguardo, il sig. Domenico Tata, il 10 agosto 1794, scrive a Gugl. Thomson una lettera pubblicata nel Libro Sopra una pioggetta di Sassi di P.D. Ambrogio Soldani, concepita nei seguenti termini:
"Mio caro amico. Io sto anche scrivendo attualmente intorno allo stesso fenomeno; Ma nonostante ciò non ho difficoltà di partecipare al P. Abate Soldani la notizia, che riguarda lo stesso fenomeno verificato nel mese di Luglio, ad ora di Vespro l'anno 1755. La pietra fu da me situata in una cassettina di noce con una lastra ed un letto di cotone, e messa nella libreria di Tarsia. Essa pesava sette libre, e once 7 ½ , ma se n'era perduta una porzione nel cadere. La campagna, ove cadde appartiene a Terranuova feudo di Tarsia, propriamente alle sponde del fiume Crate Long. 34.10. Latitud 39.50. Io porterò per esteso tutto l'esame che fu preso dagli spettatori del fenomeno. L'abbr., e sono il vostro vero servitore ed Amico Domenico Tata."
Il monumento ai caduti in guerra di Terranova da Sibari, una delle più importanti attrazioni culturali del piccolo paese, è uguale a quello che è ubicato nella piazza dei caduti del comune di Dasà in provincia di Vibo Valentia. L'opera è stata realizzata dal noto scultore Torquato Tamagnini, nato a Perugia nel 1886, che deve la sua fama proprio all'esecuzione di numerosi monumenti ai Caduti nel periodo seguente la I guerra mondiale.

## Società

### Evoluzione demografica
Abitanti censiti

### Etnie e minoranze straniere
I cittadini stranieri residenti nel comune risultano 167, ovvero il 3,2% della popolazione:
| Pos. | Cittadinanza | Popolazione |
| ---- | ------------ | ----------- |
| 1    | Bulgaria     | 82          |
| 2    | Romania      | 50          |
| 3    | Albania      | 14          |
| 4    | Marocco      | 9           |
| 5    | Lituania     | 2           |
| 5    | Svizzera     | 2           |
| 7    | Germania     | 1           |
| 7    | Polonia      | 1           |
| 7    | Ucraina      | 1           |
| 7    | Serbia       | 1           |
| 7    | Tunisia      | 1           |
| 7    | Madagascar   | 1           |
| 7    | Argentina    | 1           |
| 7    | Venezuela    | 1           |

### Tradizioni e folclore
A Terranova da Sibari ha avuto diffusione, anche se in misura minore e sino poi ad estinguersi alla fine degli anni settanta, la tradizione dei cosiddetti "Vattienti" (flagellanti), e si compiva nelle stesse forme di Nocera Terinese e Verbicaro, dove però era molto più diffusa e sentita. La Passione vivente rimane tutt'oggi, la più significativa manifestazione folk-sacra che Terranova da Sibari abbia creato negli ultimi 40 anni, e che si svolge durante la Settimana Santa ed in particolare il Venerdì Santo. Nel 1970 la Manifestazione della Passione Vivente di Gesù, legata all'antica Processione dei Misteri del 1700, nasce per volere del Centro di Cultura Popolare per cedere il passo poi a partire dal 1978 ad oggi all'Associazione Culturale Gruppo Folk Sacro  “Venerdì Santo” già candidata come Patrimonio UNESCO.

## Cultura

### Cinema
A Terranova da Sibari furono girate alcune scene del film Il brigante Musolino, film del (1950) con regia di Mario Camerini e soggetto di Leonviola-Monicelli-Steno. È ispirato alla vera storia del brigante calabrese Giuseppe Musolino, conosciuto come u rre dill'Asprumunti ("il Re dell'Aspromonte"), detto anche "Peppe" Musolino, il quale, dal manicomio di Reggio Calabria in cui era rinchiuso, protesterà poi per diverse imprecisioni nel film, giustificando però la didascalia finale sulla libertà creativa.
L'opera si avvalse di un cast d'eccezione, e tra gli interpreti principali troviamo infatti Silvana Mangano, nei panni di Mara, e Amedeo Nazzari, nei panni del brigante Peppe Musolino e Arnoldo Foà nei panni dell'avvocato.
Il piccolo borgo Terranovese partecipo con entusiasmo e grande disponibilità alle riprese, addirittura molti cittadini vennero ingaggiati come cast cinematografico (ricompensati con circa 500 lire per due giorni di riprese) ed ebbero modo di comparire in piccoli ma essenziali sketch del film (tuttora molti terranovesi riconoscono nelle varie scene del film i loro lontani parenti, e molti di essi sono ancora viventi).
In molte scene è possibile inoltre scorgere alcuni tratti del paesaggio terranovese e sono ben riconoscibili alcune vie e case del paese nonché la vista della chiesa e del piazzale di Sant'Antonio.
In quei giorni a Terranova si era creata una particolare atmosfera: uomini con basette lunghe, coppola a mezza testa, baffi neri (molti finti) e panciotto con orologio da taschino, pronti ad entrare in scena, e tutti erano ben informati delle vicende del brigante inneggiandone le sue gesta.
Molti coloro i quali accorsero dai paesi vicini; ebbero modo di comparire nel film anche alcune donne di Spezzano Albanese con i loro vestiti tradizionali Arbëresh, (caratteristica è la scena in cui, certa Rosina Musaro (1901), si vede ballare sul piazzale della chiesa di S. Antonio, in costume albanese).
C'è inoltre chi ricorda con piacere che l'attore Amedeo Nazzari apprezzava molto il vino locale e, tra una ripresa e l'altra, nonostante il caldo torrido, sorseggiava dei bicchieroni di vino rosso offerto con orgoglio dai cittadini.
In una delle locandine cinematografiche di quei tempi veniva raffigurato il brigante all'interno di una casa a pian terreno di Terranova da Sibari.

### Musica
Terranova può vantare una tradizione bandistica ed orchestrale quasi centennale. Risalgono infatti al primo ventennio del secolo scorso le prime formazioni musicali. Nel 1924 il prete Don Tobia Di Pace (1882-1965) presidente della Cassa Rurale e Artigiana di Terranova da Sibari (Oggi BCC – Banca di credito cooperativo dei Due Mari di Calabria), conosce alla festa di Sant'Antonio da Padova il maestro Antonio Armentano (1883 – 1954) diplomatosi all'accademia musicale Santa Cecilia di Napoli", nativo di Tarsia e venuto per l'occasione a suonare con la sua banda a Terranova. Venne così proposto al maestro Armentano di formare una banda musicale proprio a Terranova, iniziarono così le lezioni con i ragazzi del Convento dando vita così alla prima banda musicale città di Terranova da Sibari. Nel corso degli anni quaranta e cinquanta si va a delineare il primo vero e proprio gruppo bandistico che poteva vantare oltre 100 elementi autoctoni di cui 60 attivi.
Attualmente la tradizione viene portata avanti dalla Associazione musicale e culturale della Banda Musicale Armonia di Terranova da Sibari.

### Cucina

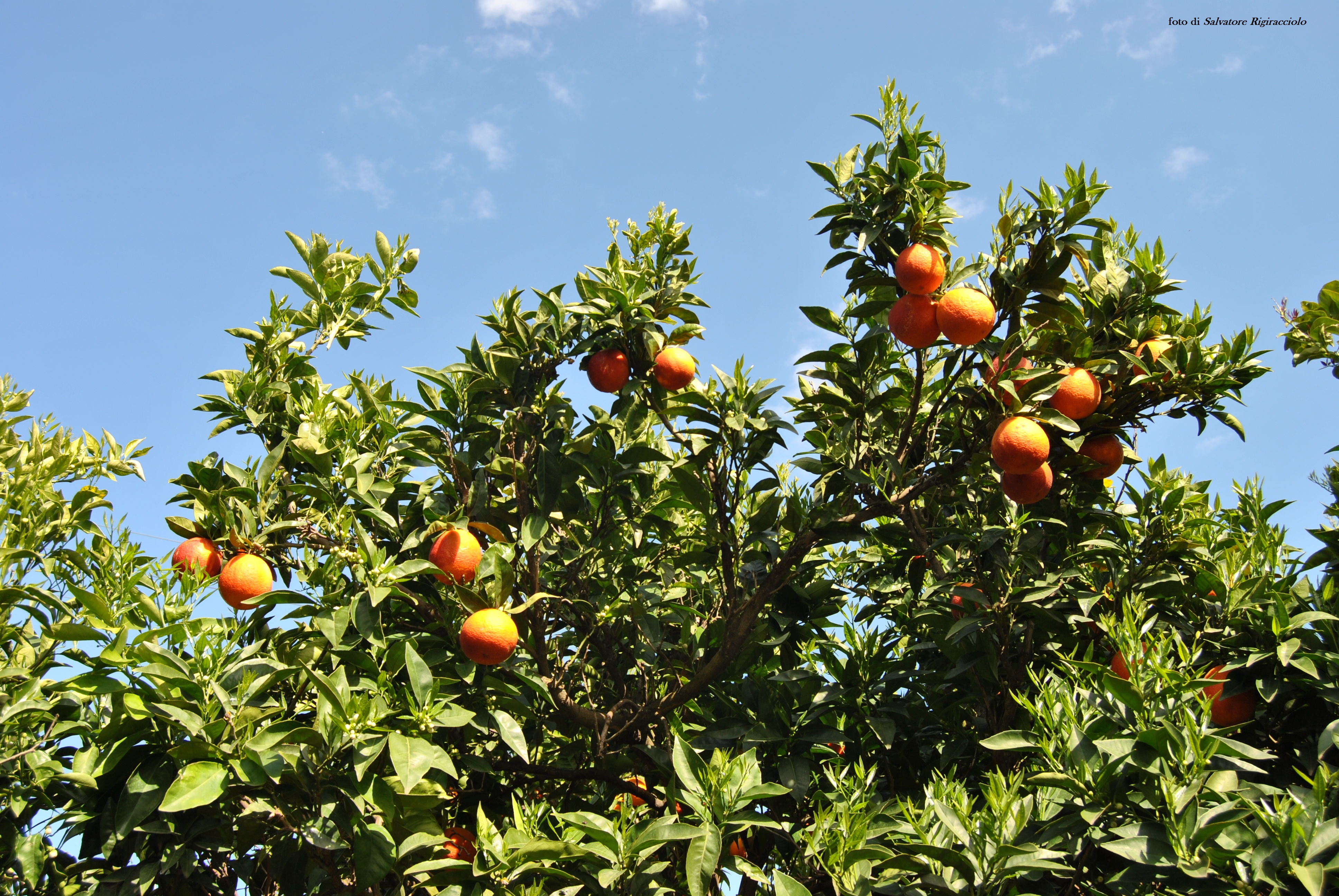
Agrumi di contrada Galatrella

Tipica terranovese è la "lagana ceci e finocchio" ovvero tagliatelle ceci e finocchio selvatico della zona, piatto questo che viene preparato in occasione della festività di San Giuseppe, ricorrente annualmente il 19 marzo.
Vecchiarelle, Turdiddri e Cannaricoli sono invece dolci natalizi di antica tradizione calabra, molto conosciuti e diffusi su tutto il territorio regionale.
Di lunga tradizione contadina terranovese è anche l'allevamento e la lavorazione delle carni del maiale la preparazione di salami ed altri insaccati. Non è tipica del posto la preparazione della famosa 'Nduja calabra, che è invece prodotta prevalentemente nella zona di Spilinga ed in altri paesini del vibonese e catanzarese.
Molto rinomati, specie perché primizie, sono gli agrumi (arance, limoni, mandarini e clementine) coltivati nel territorio terranovese in prossimità delle sponde del fiume Crati. È da segnalare anche una vasta produzione di olio extravergine di oliva.
Numerosi sono stati i provvedimenti negli ultimi anni in favore della diffusione di tali prodotti sul territorio nazionale.

## Amministrazione
| Periodo | Periodo   | Primo cittadino         | Partito                      | Carica  | Note |
| ------- | --------- | ----------------------- | ---------------------------- | ------- | ---- |
| 1995    | 2004      | Cosimo Damiano Libonati |                              | sindaco |      |
| 2004    | 2014      | Eugenio Veltri          | lista civica                 | sindaco |      |
| 2014    | 2024      | Luigi Lirangi           | Fratelli d'Italia            | sindaco |      |
| 2024    | In carica | Francesco Rumanò        | lista civica (L'Alternativa) | sindaco |      |

## Sport
In data 7 novembre 2011, in occasione della prima visita a Terranova da Sibari ed ai suoi parenti terranovesi, è stata conferita a Diego Milito la cittadinanza onoraria terranovese. Evento questo che ha attirato una folta presenza di tifosi e simpatizzanti accorsi dai molti paesi limitrofi e anche l'attenzione dei principali massmedia nazionali.
Gli sport più praticati e seguiti dalla cittadinanza sono in primis la pallamano e il calcio.
In particolar modo la squadra di pallamano maschile ha militato in serie A2 e per diversi anni in serie B riscuotendo diversi successi su tutto il territorio nazionale.

### Pallamano

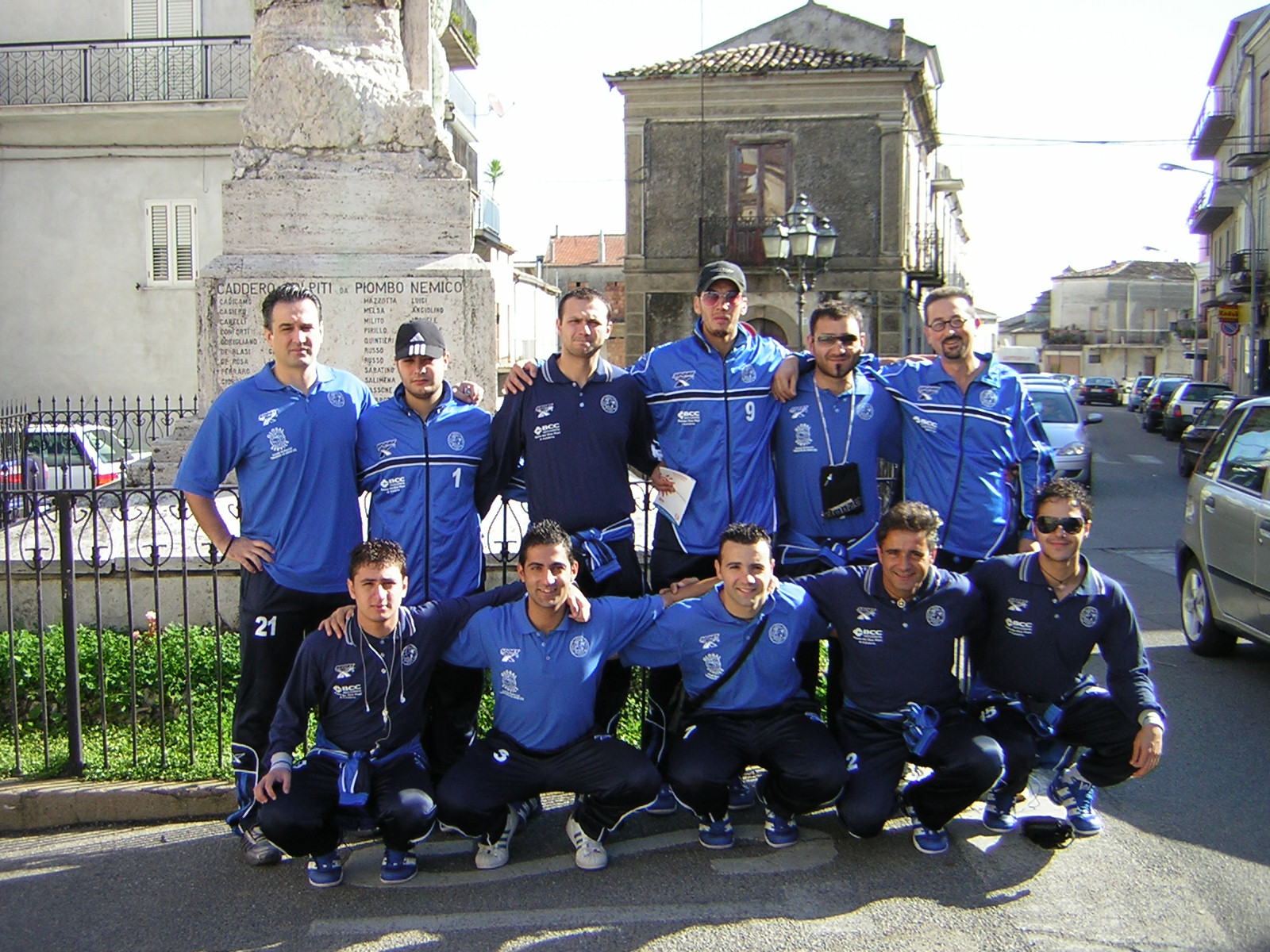
APT anno 2005/2006

Gli albori dell'APT (Amatori Pallamano Terranova) risalgono al 30 ottobre 1981, quando un gruppo di amici, capitanati dal prof. Francesco Cassiano, decisero di fondare una società di pallamano.
In questi trent'anni di attività l'APT ha vissuto momenti esaltanti, culminati nella stagione 1994-1995 con la promozione in serie B e nel 2004-2005 con la storica promozione in serie A2, e altri di regresso, come nel 2008 quando rinuncia alla serie A2 per motivi economici. La gloriosa società di corso Margherita è sempre stata la squadra guida della provincia di CS, e tra le squadre più prestigiose della regione Calabria. Ricco il palmarès sia a livello seniores che giovanile (con 27 titoli regionali vinti). Attualmente la squadra disputa il campionato di serie B.